# Mrákotínská sníženina
Mrákotínská sníženina je geomorfologický okrsek tvořící součást Jihlavských vrchů. Sníženina je protáhlá ve směru západ východ. Odděluje Řásenskou vrchovinu od Pivniček. Tvoří ji žuly. Povrch je převážně zalesněný smrky místy s bukem a jedlí. Rovněž se zde rozkládají zbytky luk s vlhkomilnými druhy. U obce Mrákotín se nacházejí žulové lomy.